# Microzetorchestes emeryi
Microzetorchestes emeryi är en kvalsterart som först beskrevs av Coggi 1898.  Microzetorchestes emeryi ingår i släktet Microzetorchestes och familjen Zetorchestidae. Inga underarter finns listade i Catalogue of Life.